# Locomotive FNM 251-262
Le locomotive 251 ÷ 262 delle Ferrovie Nord Milano erano un gruppo di locotender di rodiggio 2-2-0, progettate per il traino di treni passeggeri veloci.
Le prime 6 unità, numerate da 251 a 256, furono costruite nel 1895-96 dalla Couillet di Marcinelle-Charleroi, ed entrarono in servizio al traino dei treni diretti.
Soddisfatte delle prestazioni di queste macchine, nel 1903 le FNM ne ordinarono altre 3 unità (257 ÷ 259) alla Costruzioni Meccaniche di Saronno di Saronno, ed altre 3 (260 ÷ 262) nel 1906 alla Henschel & Sohn di Cassel.
Negli anni trenta, in seguito all'immissione in servizio di macchine più moderne e all'estendersi dell'elettrificazione, le 251 ÷ 262 persero il loro campo di attività. Inadatte ad essere utilizzate per servizi di manovra, furono perciò tutte radiate dal parco fra il 1935 e il 1937. 9 unità furono demolite, le restanti 3 passarono alla MMO, che le rinumerò 21 ÷ 23 e le mise in servizio sulla sua linea Monza-Molteno.
Su questa linea, le macchine prestarono servizio fino agli anni cinquanta; quando la MMO fu riscattata dalle Ferrovie dello Stato (1954) le 3 macchine, quantunque già accantonate, entrarono formalmente nel parco FS, con la numerazione 850.021 ÷ 023.
L'unità 850.022, unica sopravvissuta, è esposta oggi al Museo nazionale ferroviario di Pietrarsa, a Napoli.

## Prospetto delle unità[1]
| Numerazione     | Anno di costruzione | Costruttore                       | N. costruzione | Note                                                       |
| --------------- | ------------------- | --------------------------------- | -------------- | ---------------------------------------------------------- |
| 251 - Robarello | 1895                | Couillet                          | 1135           | Ceduta nel 1937 alle acciaierie Falck per demolizione      |
| 252 - Intra     | 1895                | Couillet                          | 1136           | Ceduta nel 1937 alle acciaierie Falck per demolizione      |
| 253 - Pallanza  | 1895                | Couillet                          | 1137           | Ceduta nel 1936 alla Monza-Molteno-Oggiono (rinumerata 21) |
| 254 - Luino     | 1896                | Couillet                          | 1148           | Ceduta nel 1936 alla Monza-Molteno-Oggiono (rinumerata 22) |
| 255 - Stresa    | 1896                | Couillet                          | 1149           | Ceduta nel 1937 alla ACNA                                  |
| 256 - Como      | 1896                | Couillet                          | 1150           | Ceduta nel 1937 alla ACNA                                  |
| 257 - Cernobbio | 1903                | Costruzioni Meccaniche di Saronno | 170            | Ceduta nel 1937 alle acciaierie Falck per demolizione      |
| 258 - Argegno   | 1903                | Costruzioni Meccaniche di Saronno | 171            | Ceduta nel 1937 alle acciaierie Falck per demolizione      |
| 259 - Menaggio  | 1903                | Costruzioni Meccaniche di Saronno | 172            | Ceduta nel 1937 alla ACNA                                  |
| 260 - Moltrasio | 1906                | Henschel                          | 7475           | Ceduta nel 1937 alle acciaierie Falck per demolizione      |
| 261 - Carate    | 1906                | Henschel                          | 7476           | Ceduta nel 1936 alla Monza-Molteno-Oggiono (rinumerata 23) |
| 262 - Tremezzo  | 1906                | Henschel                          | 7477           | Ceduta nel 1937 alle acciaierie Falck per demolizione      |